# Berchem Sport
Koninklijk Berchem Sport (KBS) is een Belgische voetbalclub uit het Antwerpse district Berchem. De club is aangesloten bij de Voetbalbond met stamnummer 28 en heeft geel-zwart als kleuren. De club speelde ooit in de Eerste klasse en kende haar grootste successen in de periode vlak na de Tweede Wereldoorlog, toen ze driemaal op rij vicekampioen van België werd. Daarna is de club teruggezakt tot in de lagere nationale reeksen. Berchem werkt zijn thuiswedstrijden af in het Ludo Coeckstadion, dat vernoemd is naar Berchemproduct Ludo Coeck.

## Geschiedenis
De club werd als Berchem Sport opgericht in 1906 en sloot in 1908 aan bij de UBSSA. Reeds in 1911 verscheen de club voor het eerst in de Tweede Klasse, maar zakte na een seizoen weer. Na de Eerste Wereldoorlog keerde Berchem terug in deze klasse en enkele seizoenen later, in 1922, slaagde de club erin promotie af te dwingen naar de Ere-afdeling. De club bleef verschillende decennia in de hoogste reeksen spelen. De club kreeg bij zijn 25-jarig bestaan in 1931 de koninklijke titel en werd Royal Berchem Sport. In 1933 zakte men een seizoen terug naar tweede maar kon men vlug terugkeren, in 1936 zakte de club echter opnieuw. Pas tijdens de Tweede Wereldoorlog, in 1943 keerde de club opnieuw op het hoogste niveau.
Berchem kende nu enkele van zijn beste jaren. De club werd drie maal op rij vicekampioen na RSC Anderlecht. In 1948/49 eindigde men nog met evenveel punten als Standard Club Liège en op slechts drie punten van kampioen RSC Anderlechtois. In 1950 werd Berchem alleen tweede op een ruime achterstand van 5 punten, in 1951 eindigde Berchem echter met evenveel punten als Anderlecht. De ploeg met het minst aantal verloren matchen werd echter hoger gerangschikt, Anderlecht had 5 nederlagen geleden, Berchem 9. Later werden de reglementen veranderd naar het meest aantal gewonnen matchen, met 13 voor Anderlecht en 17 voor Berchem had dit in het voordeel van de Antwerpse club uitgedraaid, maar deze wijzigingen kwamen helaas voor de club maar jaren later.
Bij het begin van de jaren zestig was Berchem al twee seizoenen teruggevallen naar Tweede, in 1966 zakte de club opnieuw. In 1967 werd de clubnaam tot Koninklijke Berchem Sport vervlaamst. Tijdens de jaren zeventig en 80 ging Berchem enkele malen op en neer tussen Eerste en Tweede Klasse, tot men in 1987 definitief wegzakte naar Tweede. Drie seizoenen later zakte de club zelfs verder weg naar Derde Klasse. Eind jaren 90 kreeg de club het nog moeilijker. In 1997 degradeerde Berchem naar Vierde Klasse en in 2000 viel men na problemen zelfs voor één seizoen weg naar Eerste Provinciale, hoewel de club vierde was geëindigd. De Armeense juwelier Vasken Cavatti pompte veel geld in de club, maar uiteindelijk kon men dankzij eigen jeugdspelers na één seizoen de terugkeer naar Vierde Klasse afdwingen. Het volgende seizoen werden verschillende ervaren spelers naar de club gehaald en men speelde direct vlot kampioen in Vierde Klasse in 2001/02. In 2002/03 gaat de club op dit elan door en draait direct in Derde Klasse al bovenaan mee. In maart 2003 werd voorzitter Cavatti echter verdacht van fraude, en hij sleurt ook de club mee in zijn val. Berchem haalde nog de titel binnen, maar kreeg geen licentie van de bond en kon zo de promotie naar Tweede Klasse niet maken. Met het verdwijnen van Cavatti was de grootste geldbron verdwenen en veel spelers vertrokken. Met een sterk verzwakte ploeg eindigde Berchem het volgende jaar afgetekend laatste en zakte terug naar Vierde Klasse. Daar werd Erik Vermeylen nieuwe voorzitter, het clubnummer werd gered en de financiële problemen werden geleidelijk opgelost.
In 2011 nam Marc Debie de fakkel over als voorzitter en zag Berchem Sport meteen de titel veroveren in Vierde Klasse B. Gedurende seizoenen 2012/13 tot 2016/2017 (titel) speelde de club in Derde Klasse en Amateur klasse 2. Vanaf seizoen 2017/2018 speelt Berchem Sport in eerste klasse amateurs.
Op zaterdag 21 april 2018 speelde Berchem Sport zijn laatste wedstrijd in het Ludo Coeck stadion tegen Knokke FC. [1] In de zomer van 2018 werden de overdekte staantribune en de tribunes achter de doelen afgebroken, bij nazicht bleek ook de overdekte zittribune niet meer te voldoen aan de veiligheidsvoorschriften. In de plaats komt een volledig nieuw stadion dat plaats zal bieden aan 4000 toeschouwers. [2]

## Bekende spelers
Bekende spelers of talenten van de club waren Marcel Dries, de gebroeders Constant en Albert De Hert, Ludo Coeck (even in het eerste elftal tot hij in '72 naar Anderlecht verkaste), doelman Tony Goossens, verdedigers Frans Schellens, Roger Busschots, Jan Corremans, aanvallers Adri Versluys (Nederlander uit Zeeland) en de Duitser Walter Rodekamp en John De Schrijver. Seizoen 77-78 promoveerde Berchem van tweede naar eerste klasse met Marc De Mulder, Rik Van Mechelen, Danny Coeckelcoren, Eddy Crockaert] en Walter Cornelis. Ook Rik Coppens was verschillende jaren speler-trainer of trainer en leidde de club o.a. naar promotie naar Eerste Klasse in '72. In de jaren 80 debuteerde Eric Van Meir bij Berchem op het hoogste niveau. Tussendoor speelden ook Pierre Van Staay en Stan 'Stakke' Van den Buijs bij de club. Tijdens het seizoen 1982/83 speelde ook Dick Advocaat, de latere Nederlandse trainer en bondscoach, een aantal wedstrijden voor de club.

## Erelijst
Eerste Klasse
tweede (3): 1948/49, 1949/50, 1950/51
Tweede Klasse
kampioen (5): 1933/34, 1942/43, 1961/62, 1971/72, 1985/86
Derde Klasse
kampioen (1): 2002/2003
Vierde Klasse
kampioen (2): 2001/2002, 2011/2012

Individuele trofeeën
Verschillende spelers behaalden een trofee toen ze voor de club speelden:
Topscorer (2)
1925 (Joseph Taeymans), 1951 (Albert De Hert)

## Resultaten
| Seizoen                                                                                   | Klasse | Klasse | Klasse | Klasse | Klasse | Klasse | Reeks                                     | Punten                                    | Opmerkingen                                                                                                  |
|                                                                                           | I      | I      | II     | P.I    | P.II   | P.III  |                                           |                                           | |
| ----------------------------------------------------------------------------------------- | ------ | ------ | ------ | ------ | ------ | ------ | ----------------------------------------- | ----------------------------------------- | --- |
| 1909/10                                                                                   |        |        |        |        | 1      |        | Derde Gewestelijke B Antw.                | 22                                        | kampioen en promotie                                                                                         |
| 1910/11                                                                                   |        |        |        | 1      |        |        | Tweede Provinciale Antw.                  | 40                                        | kampioen en promotie                                                                                         |
| 1911/12                                                                                   |        |        | 12     |        |        |        | Bevordering                               | 14                                        | degradatie na laatste plaats in de competitie                                                                |
| 1912/13                                                                                   |        |        |        | 1      |        |        | Tweede Gewestelijke B Antw.               | 18                                        | |
| 1913/14                                                                                   |        |        |        | 1      |        |        | Tweede Gewestelijke B Antw.               | 23                                        | Promotie na winst in een nationale eindronde                                                                 |
| door de Eerste Wereldoorlog werden er vanaf 1914 tot 1919 geen competities georganiseerd. |        |        |        |        |        |        |                                           |                                           | |
| 1919/20                                                                                   |        |        | 6      |        |        |        | Bevordering                               | 24                                        | |
| 1920/21                                                                                   |        |        | 6      |        |        |        | Bevordering                               | 21                                        | |
| 1921/22                                                                                   |        |        | 2      |        |        |        | Bevordering                               | 40                                        | promotie |
| 1922/23                                                                                   | 10     | 10     |        |        |        |        | Ere Afdeling                              | 19                                        | |
| 1923/24                                                                                   | 10     | 10     |        |        |        |        | Ere Afdeling                              | 22                                        | |
| 1924/25                                                                                   | 7      | 7      |        |        |        |        | Ere Afdeling                              | 27                                        | |
| 1925/26                                                                                   | 6      | 6      |        |        |        |        | Ere Afdeling                              | 30                                        | |
|                                                                                           | I      | I      | II     | III    | P.I    | P.II   | Vanaf 1926/27 zijn er 3 nationale niveaus | Vanaf 1926/27 zijn er 3 nationale niveaus | Vanaf 1926/27 zijn er 3 nationale niveaus                                                                    |
| 1926/27                                                                                   | 5      | 5      |        |        |        |        | Ere Afdeling                              | 29                                        | |
| 1927/28                                                                                   | 4      | 4      |        |        |        |        | Ere Afdeling                              | 27                                        | een selectie van Berchem en Royal Antwerp FC spelers speelt als eerste Belgische team wedstrijden in Ierland |
| 1928/29                                                                                   | 8      | 8      |        |        |        |        | Ere Afdeling                              | 26                                        | |
| 1929/30                                                                                   | 12     | 12     |        |        |        |        | Ere Afdeling                              | 21                                        | inhuldiging van het nieuw stadion aan Het Rooi met een wedstrijd tegen PSV Eindhoven                         |
| 1930/31                                                                                   | 3      | 3      |        |        |        |        | Ere Afdeling                              | 33                                        | |
| 1931/32                                                                                   | 5      | 5      |        |        |        |        | Ere Afdeling                              | 27                                        | |
| 1932/33                                                                                   | 14     | 14     |        |        |        |        | Ere Afdeling                              | 15                                        | degradatie door een laatste plaats in de competitie                                                          |
| 1933/34                                                                                   |        |        | 1      |        |        |        | Eerste Afdeling B                         | 42                                        | kampioen reeks 'B' en promotie                                                                               |
| 1934/35                                                                                   | 9      | 9      |        |        |        |        | Ere Afdeling                              | 23                                        | |
| 1935/36                                                                                   | 14     | 14     |        |        |        |        | Ere Afdeling                              | 8                                         | afschaffing amateurisme - degradatie door een laatste plaats in de competitie                                |
| 1936/37                                                                                   |        |        | 6      |        |        |        | Eerste Afdeling A                         | 27                                        | |
| 1937/38                                                                                   |        |        | 2      |        |        |        | Eerste Afdeling B                         | 36                                        | |
| 1938/39                                                                                   |        |        | 3      |        |        |        | Eerste Afdeling A                         | 36                                        | |
| 1939/40                                                                                   |        |        |        |        |        |        |                                           |                                           | door de Tweede Wereldoorlog werd de competitie vroegtijdig stopgezet                                         |
| 1940/41                                                                                   |        |        |        |        |        |        |                                           |                                           | door de Tweede Wereldoorlog werden enkel officieuze competities gespeeld                                     |
| 1941/42                                                                                   |        |        | 2      |        |        |        | Eerste Afdeling B                         | 46                                        | |
| 1942/43                                                                                   |        |        | 1      |        |        |        | Eerste Afdeling B                         | 47                                        | kampioen en promotie                                                                                         |
| 1943/44                                                                                   | 6      | 6      |        |        |        |        | Ere Afdeling                              | 31                                        | |
| 1944/45                                                                                   |        |        |        |        |        |        |                                           |                                           | door de Tweede Wereldoorlog werd de competitie vroegtijdig stopgezet                                         |
| 1945/46                                                                                   | 7      | 7      |        |        |        |        | Ere Afdeling                              | 38                                        | |
| 1946/47                                                                                   | 6      | 6      |        |        |        |        | Ere Afdeling                              | 42                                        | |
| 1947/48                                                                                   | 7      | 7      |        |        |        |        | Ere Afdeling                              | 29                                        | |
| 1948/49                                                                                   | 2      | 2      |        |        |        |        | Ere Afdeling                              | 38                                        | |
| 1949/50                                                                                   | 2      | 2      |        |        |        |        | Ere Afdeling                              | 40                                        | |
| 1950/51                                                                                   | 2      | 2      |        |        |        |        | Ere Afdeling                              | 38                                        | evenveel punten als RSC Anderlecht, maar meer wedstrijden verloren                                           |
| 1951/52                                                                                   | 10     | 10     |        |        |        |        | Ere Afdeling                              | 28                                        | |
|                                                                                           | I      | I      | II     | III    | IV     | P.I    | Vanaf 1952/53 zijn er 4 nationale niveaus | Vanaf 1952/53 zijn er 4 nationale niveaus | Vanaf 1952/53 zijn er 4 nationale niveaus                                                                    |
| 1952/53                                                                                   | 11     | 11     |        |        |        |        | Eerste Klasse                             | 28                                        | |
| 1953/54                                                                                   | 11     | 11     |        |        |        |        | Eerste Klasse                             | 28                                        | halve finale beker van België                                                                                |
| 1954/55                                                                                   | 7      | 7      |        |        |        |        | Eerste Klasse                             | 31                                        | |
| 1955/56                                                                                   | 4      | 4      |        |        |        |        | Eerste Klasse                             | 33                                        | |
| 1956/57                                                                                   | 10     | 10     |        |        |        |        | Eerste Klasse                             | 28                                        | |
| 1957/58                                                                                   | 13     | 13     |        |        |        |        | Eerste Klasse                             | 24                                        | |
| 1958/59                                                                                   | 10     | 10     |        |        |        |        | Eerste Klasse                             | 28                                        | |
| 1959/60                                                                                   | 15     | 15     |        |        |        |        | Eerste Klasse                             | 25                                        | degradatie door een voorlaatste plaats in de competitie                                                      |
| 1960/61                                                                                   |        |        | 9      |        |        |        | Tweede Klasse                             | 29                                        | |
| 1961/62                                                                                   |        |        | 1      |        |        |        | Tweede Klasse                             | 43                                        | kampioen en promotie                                                                                         |
| 1962/63                                                                                   | 14     | 14     |        |        |        |        | Eerste Klasse                             | 25                                        | |
| 1963/64                                                                                   | 15     | 15     |        |        |        |        | Eerste Klasse                             | 22                                        | omkoopzaak rond KV Turnhout waardoor Berchem Sport in Eerste Klasse mag blijven                              |
| 1964/65                                                                                   | 14     | 14     |        |        |        |        | Eerste Klasse                             | 24                                        | |
| 1965/66                                                                                   | 15     | 15     |        |        |        |        | Eerste Klasse                             | 18                                        | degradatie door een voorlaatste plaats in de competitie                                                      |
| 1966/67                                                                                   |        |        | 14     |        |        |        | Tweede Klasse                             | 22                                        | |
| 1967/68                                                                                   |        |        | 4      |        |        |        | Tweede Klasse                             | 36                                        | |
| 1968/69                                                                                   |        |        | 6      |        |        |        | Tweede Klasse                             | 32                                        | |
| 1969/70                                                                                   |        |        | 4      |        |        |        | Tweede Klasse                             | 36                                        | |
| 1970/71                                                                                   |        |        | 8      |        |        |        | Tweede Klasse                             | 29                                        | halve finale beker van België                                                                                |
| 1971/72                                                                                   |        |        | 1      |        |        |        | Tweede Klasse                             | 43                                        | debuut van de 16-jarige Ludo Coeck                                                                           |
| 1972/73                                                                                   | 8      | 8      |        |        |        |        | Eerste Klasse                             | 31                                        | |
| 1973/74                                                                                   | 14     | 14     |        |        |        |        | Eerste Klasse                             | 26                                        | |
| 1974/75                                                                                   | 15     | 15     |        |        |        |        | Eerste Klasse                             | 32                                        | |
| 1975/76                                                                                   | 18     | 18     |        |        |        |        | Eerste Klasse                             | 21                                        | degradatie door een laatste plaats in de competitie                                                          |
| 1976/77                                                                                   |        |        | 9      |        |        |        | Tweede Klasse                             | 31                                        | |
| 1977/78                                                                                   |        |        | 2      |        |        |        | Tweede Klasse                             | 40                                        | promotie door een eerste plaats in een eindronde met AS Oostende, KSK Tongeren en AA Gent                    |
| 1978/79                                                                                   | 15     | 15     |        |        |        |        | Eerste Klasse                             | 28                                        | |
| 1979/80                                                                                   | 16     | 16     |        |        |        |        | Eerste Klasse                             | 26                                        | |
| 1980/81                                                                                   | 18     | 18     |        |        |        |        | Eerste Klasse                             | 19                                        | degradatie door laatste plaats in de competitie                                                              |
| 1981/82                                                                                   |        |        | 5      |        |        |        | Tweede Klasse                             | 31                                        | |
| 1982/83                                                                                   |        |        | 14     |        |        |        | Tweede Klasse                             | 21                                        | |
| 1983/84                                                                                   |        |        | 5      |        |        |        | Tweede Klasse                             | 34                                        | |
| 1984/85                                                                                   |        |        | 7      |        |        |        | Tweede Klasse                             | 31                                        | |
| 1985/86                                                                                   |        |        | 1      |        |        |        | Tweede Klasse                             | 38                                        | |
| 1986/87                                                                                   | 18     | 18     |        |        |        |        | Eerste Klasse                             | 15                                        | |
| 1987/88                                                                                   |        |        | 8      |        |        |        | Tweede Klasse                             | 31                                        | |
| 1988/89                                                                                   |        |        | 8      |        |        |        | Tweede Klasse                             | 29                                        | |
| 1989/90                                                                                   |        |        | 16     |        |        |        | Tweede Klasse                             | 18                                        | |
| 1990/91                                                                                   |        |        |        | 2      |        |        | Derde Klasse A                            | 41                                        | |
| 1991/92                                                                                   |        |        |        | 10     |        |        | Derde Klasse B                            | 26                                        | |
| 1992/93                                                                                   |        |        |        | 7      |        |        | Derde Klasse B                            | 30                                        | |
| 1993/94                                                                                   |        |        |        | 9      |        |        | Derde Klasse B                            | 26                                        | |
| 1994/95                                                                                   |        |        |        | 9      |        |        | Derde Klasse A                            | 29                                        | |
| 1995/96                                                                                   |        |        |        | 7      |        |        | Derde Klasse B                            | 42                                        | invoering driepuntensysteem                                                                                  |
| 1996/97                                                                                   |        |        |        | 15     |        |        | Derde Klasse B                            | 30                                        | |
| 1997/98                                                                                   |        |        |        |        | 3      |        | Vierde Klasse B                           | 54                                        | |
| 1998/99                                                                                   |        |        |        |        | 7      |        | Vierde Klasse B                           | 46                                        | |
| 1999/00                                                                                   |        |        |        |        | 4      |        | Vierde Klasse B                           | 48                                        | door problemen degradeert Berchem toch naar Provinciale                                                      |
| 2000/01                                                                                   |        |        |        |        |        | 3      | Eerste Provinciale Antwerpen              | 52                                        | promotie door winst in de eindronde                                                                          |
| 2001/02                                                                                   |        |        |        |        | 1      |        | Vierde Klasse B                           | 56                                        | |
| 2002/03                                                                                   |        |        |        | 1      |        |        | Derde Klasse B                            | 54                                        | de club kreeg geen licentie en mocht na dit seizoen niet promoveren                                          |
| 2003/04                                                                                   |        |        |        | 16     |        |        | Derde Klasse A                            | 14                                        | |
| 2004/05                                                                                   |        |        |        |        | 7      |        | Vierde Klasse B                           | 39                                        | |
| 2005/06                                                                                   |        |        |        |        | 3      |        | Vierde Klasse B                           | 50                                        | |
| 2006/07                                                                                   |        |        |        |        | 5      |        | Vierde Klasse B                           | 45                                        | |
| 2007/08                                                                                   |        |        |        |        | 13     |        | Vierde Klasse B                           | 32                                        | |
| 2008/09                                                                                   |        |        |        |        | 8      |        | Vierde Klasse B                           | 44                                        | |
| 2009/10                                                                                   |        |        |        |        | 12     |        | Vierde Klasse B                           | 36                                        | |
| 2010/11                                                                                   |        |        |        |        | 10     |        | Vierde Klasse B                           | 40                                        | |
| 2011/12                                                                                   |        |        |        |        | 1      |        | Vierde Klasse B                           | 68                                        | |
| 2012/13                                                                                   |        |        |        | 5      |        |        | Derde Klasse A                            | 52                                        | |
| 2013/14                                                                                   |        |        |        | 14     |        |        | Derde Klasse B                            | 40                                        | |
| 2014/15                                                                                   |        |        |        | 12     |        |        | Derde Klasse B                            | 45                                        | |
| 2015/16                                                                                   |        |        |        | 10     |        |        | Derde Klasse B                            | 50                                        | |
|                                                                                           | 1A     | 1B     | 1Am    | 2Am    | 3Am    | P.I    |                                           |                                           | Vanaf 2016-17 zijn er 2 profreeksen en 3 regionale amateurniveaus                                            |
| 2016/17                                                                                   |        |        |        | 1      |        |        | Tweede klasse Am. B                       | 68                                        | titel en promotie                                                                                            |
| 2017/18                                                                                   |        |        | 15     |        |        |        | Eerste klasse Am. B                       | 25                                        | degradatie                                                                                                   |
| 2018/19                                                                                   |        |        |        | 5      |        |        | Tweede klasse Am. B                       | 43                                        | |
| 2019/20                                                                                   |        |        |        | 8      |        |        | Tweede klasse Am. B                       | 28                                        | |
| 2020/21                                                                                   |        |        |        | -      |        |        | Tweede afdeling B                         | -                                         | wedstrijden gestaakt wegens covid-19.                                                                        |
| 2021/22                                                                                   |        |        |        | 11     |        |        | Tweede afdeling B                         | 33                                        | |
| 2022/23                                                                                   |        |        |        | 14     |        |        | Tweede afdeling B                         | 38                                        | |
| 2023/24                                                                                   |        |        |        | 11     |        |        | Tweede afdeling B                         | 46                                        | |
| 2024/25                                                                                   |        |        |        | 10     |        |        | Tweede afdeling B                         | 34                                        | |
| 2025/26                                                                                   |        |        |        |        |        |        | Tweede afdeling B                         |                                           | |

## Oud-spelers
- Gustaaf Van Goethem (1915 - 1935)
- Joseph Nelis
- Emile Stijnen
- Constant Joacim
- Jef Taeymans
- Pol Dries: eerste Rode Duivel van Berchem Sport in 1924-1925
- Nic Hoydonckx
- Albert De Hert: topschutter Eerste Klasse 1950-1951 met 27 doelpunten
- Stan De Hert
- Rik Coppens
- Louis Leysen: (1952-1964) doelman; 5 selecties Rode Duivels, 4 x effectief gespeeld in 1957-1958
- Marcel Dries: (1947-1960) linksachter; 31 x Rode Duivel 1953-1959
- Frans Schellens : (1953 - 1972) 521 competitiewedstrijden
- Dick Jol
- John De Schrijver (1970-1974)
- Marc De Mulder (1971-1978)
- Eddy Crockaerts (1975-1987[1]
- Johnny Velkeneers (1981-1983)
- Dick Advocaat (1982-1983)
- Paul Postuma
- Bie Van den Ouden
- Tony Goossens
- Stan Van den Buijs (1978–1982)
- Eric Van Meir (1985-1991)
- Patrick De Ruyter: topschutter Tweede Klasse 1985-1986
- Ludo Coeck
- Ante Tolic
- Rudi Taeymans
- Robby Buyens (1993-1995)
- Serge Crève (1995-2002)
- Arsen Avetisyan (1997-1998)
- Issame Charaï (2000-2003)
- Bas Vervaeke (2001-2003)
- Azziz El Addouly (2001-2003 + 2004-2005)
- Hicham El Addouly (2001-2003 + 2004-2005)
- Kurt Van Dooren (2002-2003)
- Stijn Mellemans (2002-2003)
- Jeroen Mellemans (2002-2003)
- Frederik Janssens (2004-2009)
- Christobal Embrechts (2004-2010)
- Stefan Delalieux (2005-2010)
- Michaël Dierickx (2008-2015)
- Eddy Crockaerts (1975-198

### Voormalige jeugdspelers
Lijst van personen die (een deel van) hun jeugdopleiding kregen bij Berchem Sport, maar nooit in het eerste elftal speelden.
- Pierre Braine[3]
- Karim Bachar
- Philippe Clement
- Bart De Corte
- Mousa Dembélé
- Agyeman Dickson
- Sugar Jackson
- Cliff Mardulier
- Marc Schaessens
- Kenny Thompson
- Peter Van den Begin

## Trainers
- 1952-1953  Denis Neville
- 1958-1960  Géza Toldi
- 1971-1973  Rik Coppens
- 1978-1979  Roger Busschots
- 1979-1981  Rik Coppens
- 1981-1983  Raoul Peeters
- 1985-1987  René Desaeyere
- 1990-1991  Guido Ferket
- 2001-2003  Marc Brys
- 2004-2005  Patrick Hanson
- 2005-2006  Urbain Spaenhoven
- 2006-2007  Urbain Spaenhoven,  Gilbert Van den Bempt
- 2007-2008  Ives Serneels,  Colin Andrews,  Gilbert Van den Bempt
- 2008-2010  Philip Van Dooren
- 2010-2014  Bart Selleslags
- 2014-2014  Dirk Geeraerd
- 2014-2015  Eric Van Meir,  Stef Van de Velde
- 2015-2016  Stef Van de Velde,  Kevin Van Haesendonck
- 2016-2017  Jonas De Roeck
- 2017-2018  Jonas De Roeck,  Geert Emmerechts,  Nicky Hayen,  Kevin Van Haesendonck
- 2018-2019  Kevin Van Haesendonck
- 2019-2020  Frank Magerman
- 2020-2022  Geert Emmerechts, Nico Van Uytsel
- 2022-2024   Nico Van Uytsel
- 2024-2025  Pieter De Bot
- 2025-2026  Frank Dirix

## Trivia
- In het Nederlandse Berghem heet de plaatselijke voetbalvereniging Berghem Sport.